# 幾內亞大鼻鰨
幾內亞大鼻鰨為輻鰭魚綱鰈形目鰨亞目鰨科的其中一種，為亞熱帶海水魚，分布於東大西洋、地中海、黑海及亞速海海域，棲息深度5-350公尺，體長可達40公分，棲息在沙石底質底層水域，以甲殼類、貝類、片腳類等為食，生活習性不明，可作為食用魚。